# Nordmøre-Stadion
Das Nordmøre-Stadion (norwegisch Nordmøre stadion) ist ein Fußballstadion in der norwegischen Hafenstadt und Kommune Kristiansund, Provinz Møre og Romsdal. Es ist die Heimspielstätte des Fußballvereins Kristiansund BK, einem Verein aus der Eliteserien. Es bietet 4444 Plätze auf den vier Rängen.

## Geschichte
Im 1950 erbauten Anlage wich im Sommer 2013 das Naturrasenspielfeld einem Kunstrasen. Im Jahr darauf übernahm der Kristiansund BK den Betrieb des Stadions. Von 2014 bis zum Saisonstart 2017 wurde die Anlage umgebaut und modernisiert, um den Anforderungen der Eliteserien zu entsprechen. Dem Umbau fiel u. a. die Leichtathletikanlage zum Opfer, um die Tribünen dichter an das Spielfeld zu verlegen. Man wollte die Atmosphäre eines englischen Stadions des unteren Ligasystems in das Kristiansund-Stadion bringen. Inspiriert wurde man beim Umbau letztlich vom Deva Stadium des englischen Clubs Chester City, nach einem Besuch einer Delegation in Chester. Am 16. Mai 2019 wurde am 8. Spieltag der Eliteserien 2019 der gültige Besucherrekord mit 4444 Besuchern im ausverkauften Stadion gegen den späteren Meister Molde FK (3:2) aufgestellt.
Seit 2022 trägt die Sportstätte den Namen Nordmøre, dem nördlichen Teil der Provinz Møre og Romsdal.

## Tribünen
Auf den vier Rängen verteilen sich 4444 überdachte Plätze (3590 Sitzplätze und 854 Stehplätze).
- ABYSS TRIBUNEN: 1419 Sitzplätze, Längstribüne (inklusive der Malthus Uniteam V.I.P.-Loge)
- NOTAR TRIBUNEN: 1365 Sitzplätze, Längstribüne
- 1 TRIBUNEN: 1060 Plätze (264 Sitzplätze und 796 Stehplätze), Hintertortribüne
- KBBL TRIBUNEN: 600 Plätze (542 Sitzplätze und 58 Stehplätze), Hintertortribüne

Auf der KBBL TRIBUNEN stehen den Gästefans 224 Sitzplätze zur Verfügung.